# Bahnstrecke St. Valentin–České Budějovice
| Abschnitt Gaisbach-Wartberg–České Budějovice und Bahnstrecke Linz–Gaisbach-Wartberg |                                                                                           |                                                                         |                                                                   |
| Streckennummer (ÖBB): | 203 01, 221 01                                                                            |                                                                         |                                                                   |
| Kursbuchstrecke (ÖBB): | 141                                                                                       |                                                                         |                                                                   |
| Kursbuchstrecke (SŽ): | 196                                                                                       |                                                                         |                                                                   |
| Streckenlänge: | 119,757 km                                                                                |                                                                         |                                                                   |
| Spurweite: | 1435 mm (Normalspur)                                                                      |                                                                         |                                                                   |
| Streckenklasse: | Gaisbach-Wartberg–Staatsgrenze: D4 Staatsgrenze–Č. Budějovice: D3                         |                                                                         |                                                                   |
| Stromsystem: | Gaisbach-Wartberg–Staatsgrenze: 15 kV 16,7 Hz ~ Staatsgrenze–Č. Budějovice: 25 kV 50 Hz ~ |                                                                         |                                                                   |
| Maximale Neigung: | 16 ‰                                                                                      |                                                                         |                                                                   |
| Minimaler Radius: | 251 m                                                                                     |                                                                         |                                                                   |
| Streckengeschwindigkeit: | 100 km/h                                                                                  |                                                                         |                                                                   |
| |                                                                                           |                                                                         |                                                                   |
| \| \| \| von Kleinreifling (vorm. KRB) \| \| \| \| \| von Wien Westbf (vorm. KEB) \| \| \| \| 0,000 \| St. Valentin \| 271 m \| \| \| \| nach Salzburg Hbf (vorm. KEB) \| \| \| \| \| Ennsdorfer Schleife von Ennsdorf \| \| \| \| 3,633 \| Anschlussbahn Ecoplus \| Anschlussbahn Ecoplus \| \| \| 3,670 \| Anschlussbahn OMV \| Anschlussbahn OMV \| \| \| 6,046 \| St. Pantaleon \| 249 m \| \| \| \| Donaubrücke Mauthausen \| \| \| \| 7,280 \| Mauthausen \| 251 m \| \| \| \| nach Grein-Bad Kreuzen (vorm. LB Mauthausen–Grein) \| \| \| \| 10,50 \| Ried-Zirking \| 291 m \| \| \| 15,50 \| Hartl-Altaist \| 363 m \| \| \| \| von Linz Hbf (vorm. KEB) \| \| \| \| 20,190 \| Gaisbach-Wartberg \| 371 m \| \| \| 22,481 \| Schloss Haus \| 386 m \| \| \| 25,922 \| Pregarten (1901: Prägarten) \| 416 m \| \| \| 26,644 26,638 \| Fehlerprofil (+6 m) \| Fehlerprofil (+6 m) \| \| \| \| Tunnel Pregarten (34 m) \| \| \| \| 30,497 \| Selker (12. Dezember 2010 aufgelassen) \| 421 m \| \| \| 36,789 \| Kefermarkt \| 464 m \| \| \| 36,115 36,114 \| Fehlerprofil (+1 m) \| Fehlerprofil (+1 m) \| \| \| 39,786 \| Lasberg-St. Oswald \| 482 m \| \| \| 41,982 \| Lest-Neumarkt (11. Dezember 2005 aufgelassen) \| 509 m \| \| \| 46,499 \| Freistadt \| 558 m \| \| \| 55,905 \| Summerau \| 663 m \| \| \| 61,095 \| Staatsgrenze Österreich–Tschechien \| Staatsgrenze Österreich–Tschechien \| \| \| 61,097 \| Systemtrennstelle 15 kV 16,7 Hz ~ / 25 kV 25 Hz ~ \| Systemtrennstelle 15 kV 16,7 Hz ~ / 25 kV 25 Hz ~ \| \| \| 62,462 \| Horní Dvořiště früher Oberhaid-Böhm. Hörschlag \| 675 m \| \| \| 64,30 \| Bludov v Čechách früher Hohenfurt-Rosenberg \| Bludov v Čechách früher Hohenfurt-Rosenberg \| \| \| 69,781 \| Rybník früher Zartlesdorf \| 675 m \| \| \| \| nach Lipno nad Vltavou (vorm. Hohenfurther Elektrische Lokalbahn) \| \| \| \| 73,927 \| Pšenice früher Suchenthal-Pschenitz \| 670 m \| \| \| 76,80 \| Bujanov früher Angern-Rosenthal \| 665 m \| \| \| 79,877 \| Omlenice früher Umlowitz \| 645 m \| \| \| 86,504 \| Kaplice früher Kaplitz \| 605 m \| \| \| \| ehem. Protektoratsgrenze (1938–1945) \| \| \| \| 88,530 \| Výheň \| 590 m \| \| \| 93,731 \| Velešín früher Welleschin \| 555 m \| \| \| 96,800 \| Velešín městys \| 540 m \| \| \| 98,835 \| Holkov früher Holkau-Rimau \| 530 m \| \| \| 102,070 \| Chlumec u Českých Budějovic \| 505 m \| \| \| 105,579 \| Kamenný Újezd u Českých Budějovic früher Steinkirchen \| 475 m \| \| \| \| \| \| \| \| 108,750 \| Kamenný Újezd u Českých Budějovic zastávka früher Steinkirchen-Bergwerk \| 450 m \| \| \| \| \| \| \| \| 111,609 \| Včelná früher Porič \| 430 m \| \| \| \| von Černý Kříž (vorm. ÖLEG) \| \| \| \| 116,044 \| odb. Rožnov \| odb. Rožnov \| \| \| 116,929 \| České Budějovice jižní zastávka \| 395 m \| \| \| \| von České Velenice (vorm. KFJB) \| \| \| \| 119,750 \| České Budějovice früher Budweis \| 395 m \| \| \| \| nach Plzeň hl. n. (vorm. KFJB) \| \| \| \| \| nach Veselí nad Lužnicí (vorm. KFJB) \| \| |                                                                                           |                                                                         |                                                                   |
| Strecke |                                                                                           | von Kleinreifling (vorm. KRB)                                           | von Kleinreifling (vorm. KRB)                                     |
| Abzweig geradeaus und von rechts |                                                                                           | von Wien Westbf (vorm. KEB)                                             | von Wien Westbf (vorm. KEB)                                       |
| Bahnhof | 0,000                                                                                     | St. Valentin                                                            | 271 m                                                             |
| Abzweig geradeaus und nach links |                                                                                           | nach Salzburg Hbf (vorm. KEB)                                           | nach Salzburg Hbf (vorm. KEB)                                     |
| Abzweig geradeaus und von links |                                                                                           | Ennsdorfer Schleife von Ennsdorf                                        | Ennsdorfer Schleife von Ennsdorf                                  |
| Abzweig geradeaus und nach links | 3,633                                                                                     | Anschlussbahn Ecoplus                                                   | Anschlussbahn Ecoplus                                             |
| Abzweig geradeaus und nach rechts | 3,670                                                                                     | Anschlussbahn OMV                                                       | Anschlussbahn OMV                                                 |
| Haltepunkt / Haltestelle | 6,046                                                                                     | St. Pantaleon                                                           | 249 m                                                             |
| Brücke über Wasserlauf |                                                                                           | Donaubrücke Mauthausen                                                  | Donaubrücke Mauthausen                                            |
| Bahnhof | 7,280                                                                                     | Mauthausen                                                              | 251 m                                                             |
| Abzweig ehemals geradeaus und nach rechts |                                                                                           | nach Grein-Bad Kreuzen (vorm. LB Mauthausen–Grein)                      | nach Grein-Bad Kreuzen (vorm. LB Mauthausen–Grein)                |
| Haltepunkt / Haltestelle (Strecke außer Betrieb) | 10,50                                                                                     | Ried-Zirking                                                            | 291 m                                                             |
| Haltepunkt / Haltestelle (Strecke außer Betrieb) | 15,50                                                                                     | Hartl-Altaist                                                           | 363 m                                                             |
| Abzweig ehemals geradeaus und von links |                                                                                           | von Linz Hbf (vorm. KEB)                                                | von Linz Hbf (vorm. KEB)                                          |
| Bahnhof | 20,190                                                                                    | Gaisbach-Wartberg                                                       | 371 m                                                             |
| Haltepunkt / Haltestelle | 22,481                                                                                    | Schloss Haus                                                            | 386 m                                                             |
| Bahnhof | 25,922                                                                                    | Pregarten (1901: Prägarten)                                             | 416 m                                                             |
| Kilometer-Wechsel | 26,644 26,638                                                                             | Fehlerprofil (+6 m)                                                     | Fehlerprofil (+6 m)                                               |
| Tunnel |                                                                                           | Tunnel Pregarten (34 m)                                                 | Tunnel Pregarten (34 m)                                           |
| ehemaliger Haltepunkt / Haltestelle | 30,497                                                                                    | Selker (12. Dezember 2010 aufgelassen)                                  | 421 m                                                             |
| Bahnhof | 36,789                                                                                    | Kefermarkt                                                              | 464 m                                                             |
| Kilometer-Wechsel | 36,115 36,114                                                                             | Fehlerprofil (+1 m)                                                     | Fehlerprofil (+1 m)                                               |
| Haltepunkt / Haltestelle | 39,786                                                                                    | Lasberg-St. Oswald                                                      | 482 m                                                             |
| ehemaliger Haltepunkt / Haltestelle | 41,982                                                                                    | Lest-Neumarkt (11. Dezember 2005 aufgelassen)                           | 509 m                                                             |
| Bahnhof | 46,499                                                                                    | Freistadt                                                               | 558 m                                                             |
| Bahnhof | 55,905                                                                                    | Summerau                                                                | 663 m                                                             |
| Grenze | 61,095                                                                                    | Staatsgrenze Österreich–Tschechien                                      | Staatsgrenze Österreich–Tschechien                                |
| Kilometer-Wechsel | 61,097                                                                                    | Systemtrennstelle 15 kV 16,7 Hz ~ / 25 kV 25 Hz ~                       | Systemtrennstelle 15 kV 16,7 Hz ~ / 25 kV 25 Hz ~                 |
| Bahnhof | 62,462                                                                                    | Horní Dvořiště früher Oberhaid-Böhm. Hörschlag                          | 675 m                                                             |
| ehemaliger Haltepunkt / Haltestelle | 64,30                                                                                     | Bludov v Čechách früher Hohenfurt-Rosenberg                             | Bludov v Čechách früher Hohenfurt-Rosenberg                       |
| Bahnhof | 69,781                                                                                    | Rybník früher Zartlesdorf                                               | 675 m                                                             |
| Abzweig geradeaus und nach links |                                                                                           | nach Lipno nad Vltavou (vorm. Hohenfurther Elektrische Lokalbahn)       | nach Lipno nad Vltavou (vorm. Hohenfurther Elektrische Lokalbahn) |
| Haltepunkt / Haltestelle | 73,927                                                                                    | Pšenice früher Suchenthal-Pschenitz                                     | 670 m                                                             |
| Haltepunkt / Haltestelle | 76,80                                                                                     | Bujanov früher Angern-Rosenthal                                         | 665 m                                                             |
| Haltepunkt / Haltestelle | 79,877                                                                                    | Omlenice früher Umlowitz                                                | 645 m                                                             |
| Bahnhof | 86,504                                                                                    | Kaplice früher Kaplitz                                                  | 605 m                                                             |
| ehemalige Grenze |                                                                                           | ehem. Protektoratsgrenze (1938–1945)                                    | ehem. Protektoratsgrenze (1938–1945)                              |
| Haltepunkt / Haltestelle | 88,530                                                                                    | Výheň                                                                   | 590 m                                                             |
| Bahnhof | 93,731                                                                                    | Velešín früher Welleschin                                               | 555 m                                                             |
| Haltepunkt / Haltestelle | 96,800                                                                                    | Velešín městys                                                          | 540 m                                                             |
| Haltepunkt / Haltestelle | 98,835                                                                                    | Holkov früher Holkau-Rimau                                              | 530 m                                                             |
| Haltepunkt / Haltestelle | 102,070                                                                                   | Chlumec u Českých Budějovic                                             | 505 m                                                             |
| Bahnhof | 105,579                                                                                   | Kamenný Újezd u Českých Budějovic früher Steinkirchen                   | 475 m                                                             |
| |                                                                                           |                                                                         |                                                                   |
| Haltepunkt / Haltestelle | 108,750                                                                                   | Kamenný Újezd u Českých Budějovic zastávka früher Steinkirchen-Bergwerk | 450 m                                                             |
| |                                                                                           |                                                                         |                                                                   |
| Bahnhof | 111,609                                                                                   | Včelná früher Porič                                                     | 430 m                                                             |
| Abzweig geradeaus und von links |                                                                                           | von Černý Kříž (vorm. ÖLEG)                                             | von Černý Kříž (vorm. ÖLEG)                                       |
| Blockstelle | 116,044                                                                                   | odb. Rožnov                                                             | odb. Rožnov                                                       |
| Haltepunkt / Haltestelle | 116,929                                                                                   | České Budějovice jižní zastávka                                         | 395 m                                                             |
| Abzweig geradeaus und von rechts |                                                                                           | von České Velenice (vorm. KFJB)                                         | von České Velenice (vorm. KFJB)                                   |
| Bahnhof | 119,750                                                                                   | České Budějovice früher Budweis                                         | 395 m                                                             |
| Abzweig geradeaus und nach links |                                                                                           | nach Plzeň hl. n. (vorm. KFJB)                                          | nach Plzeň hl. n. (vorm. KFJB)                                    |
| Strecke |                                                                                           | nach Veselí nad Lužnicí (vorm. KFJB)                                    | nach Veselí nad Lužnicí (vorm. KFJB)                              |

Die Bahnstrecke St. Valentin–České Budějovice ist eine eingleisige, elektrifizierte Hauptbahn in Österreich und Tschechien, die ursprünglich durch die k.k. priv. Kaiserin-Elisabeth-Bahn (KEB) erbaut und betrieben wurde. In Betrieb sind heute nur noch die Abschnitte St. Valentin–Mauthausen als Teil der Donauuferbahn sowie Gaisbach-Wartberg – České Budějovice (Budweis) als Teil der überregionalen Fernverbindung zwischen Linz und Prag.
Teile der Trasse gehen auf die Pferdeeisenbahn Budweis–Linz–Gmunden zurück, die ab 1827 als erste Pferdeeisenbahn des europäischen Kontinents errichtet worden war. Nach Eröffnung der „Neuen Alpenbahnen“ war sie Teil einer neuen Transversale zwischen Triest und Prag.
Gemeinsam mit der Bahnstrecke Linz–Gaisbach-Wartberg bildet der Abschnitt Gaisbach-Wartberg–Summerau heute die ÖBB-Strecke 221 01, die auch als Summerauer Bahn bekannt ist.

## Geschichte
1854 beschäftigte sich die Erste Eisenbahngesellschaft mit der Einführung des Dampfbetriebes und führte zwischen Linz und Gmunden erste Probefahrten auf der Pferdeeisenbahn durch. Obwohl die Flachschienen den Belastungen nicht standhielten und zahlreiche Schienenbrüche die Folge waren, beschloss man, ab 1855 wegen der größeren Wirtschaftlichkeit zwischen Linz und Gmunden auf Dampfbetrieb umzustellen. Dazu wurden die Flachschienen durch Hochschienen ausgetauscht. Es zeigte sich auch, dass die Trassierung und die Steigungen zwischen Linz und Budweis für eine allfällige Umstellung auf Dampfbetrieb ungeeignet waren. Diese Erfahrungen berücksichtigend, wurde beschlossen, die Strecke Linz–Budweis weiterhin als Pferdebahn zu betreiben.
Nachdem die KEB die Österreichische Westbahn errichtet hatte – Eröffnung Wien (Westbahnhof) – Linz am 15. Dezember 1858 –, bemühte sich die Gesellschaft um eine Konzession für eine Eisenbahnstrecke von St. Valentin nach Budweis. Diese wurde der Kaiserin-Elisabeth-Bahn mit der Auflage erteilt, dass mit einer Flügelstrecke Linz an diese Bahnstrecke angebunden werden müsse. St. Valentin wurde als Ausgangspunkt gewählt, weil ein Anschluss an die am 15. August 1868 eröffnete Kronprinz-Rudolfs-Bahn (KRB) geplant wurde.
Entsprechend dieser Auflagen wurden 1871 die Strecken St. Valentin – Summerau – Budweis und 1872 Linz (Abzw Wächterhaus 850) – Gaisbach-Wartberg errichtet. Die größte Schwierigkeit bot dabei die Brücke über die Donau bei Mauthausen.
Eröffnungsdaten
- 1. Dezember 1871: Summerau – Budweis (Güterverkehr)
- 6. November 1872: St. Valentin – Freistadt (Güterverkehr),  Freistadt – Summerau (Gesamtverkehr)
- 2. Dezember 1872: St. Valentin – Freistadt (Gesamtverkehr)

Im Kursbuch von 1901 scheint der Fahrplan Nr. 97 mit der Strecke (Prag – Eger –) Budweis – Kl. Reifling (– Pontafel – Venedig – Rom) auf; direkte Züge fuhren nicht über Linz, sondern über den 1956 eingestellten Streckenteil Gaisbach-Wartberg – Mauthausen direkt nach St. Valentin, Steyr und Kleinreifling und zu südlicher gelegenen Zielbahnhöfen.
Nach dem Zerfall Österreich-Ungarns im Oktober 1918 ging die Betriebsführung zwischen Summerau und Budweis an die neu gegründeten Tschechoslowakischen Staatsbahnen (ČSD) über.
Nach der Angliederung des Sudetenlandes an Deutschland im Herbst 1938 kam die Strecke zwischen Kaplitz und Summerau zur Deutschen Reichsbahn, Reichsbahndirektion Linz. Zum neuen Grenzbahnhof wurde Kaplitz bestimmt. Im Reichskursbuch war die Verbindung nun als Kursbuchstrecke 455 (Prag–) Kaplitz – Linz(Donau) – St. Michael (– Graz) enthalten. Die Strecke zwischen St. Valentin und Gaisbach-Wartberg war in der Kursbuchstrecke 455c Gaisbach-Wartberg – Kleinreifling enthalten. Zwischen Linz und Kaplitz fuhren im Sommerfahrplan insgesamt sechs Personenzugpaare, die dort jeweils Anschluss an die Züge nach Budweis hatten. Ein Schnellzug verkehrte zwischen Prag und Spalato (heute: Split).
Am 9. Mai 1945 kam die Strecke zwischen Summerau nach Budweis wieder vollständig zu den ČSD.
Nach dem Zweiten Weltkrieg und der folgenden Errichtung des Eisernen Vorhangs kam es zu einem enormen Bedeutungsverlust der Strecke. Die Tschechoslowakei wickelte ihre Überseeverkehre fortan über jugoslawische Häfen ab, sodass keine Güterzüge mehr direkt von Prag nach Triest verkehrten. Im Winterfahrplan 1947/48 verkehrten nur noch zwei Reisezugpaare über die Staatsgrenze, darunter ein Schnellzugpaar von Prag über Zürich nach Paris.
Der bedeutungslos gewordene Streckenteil Mauthausen – Gaisbach-Wartberg wurde daraufhin am 5. April 1956 von den ÖBB stillgelegt und später abgebaut. Die Fahrzeit zwischen St. Valentin und Gaisbach betrug im Jahr 1956 rund 30 Minuten.

IV. Eisenbahnkorridor in Tschechien

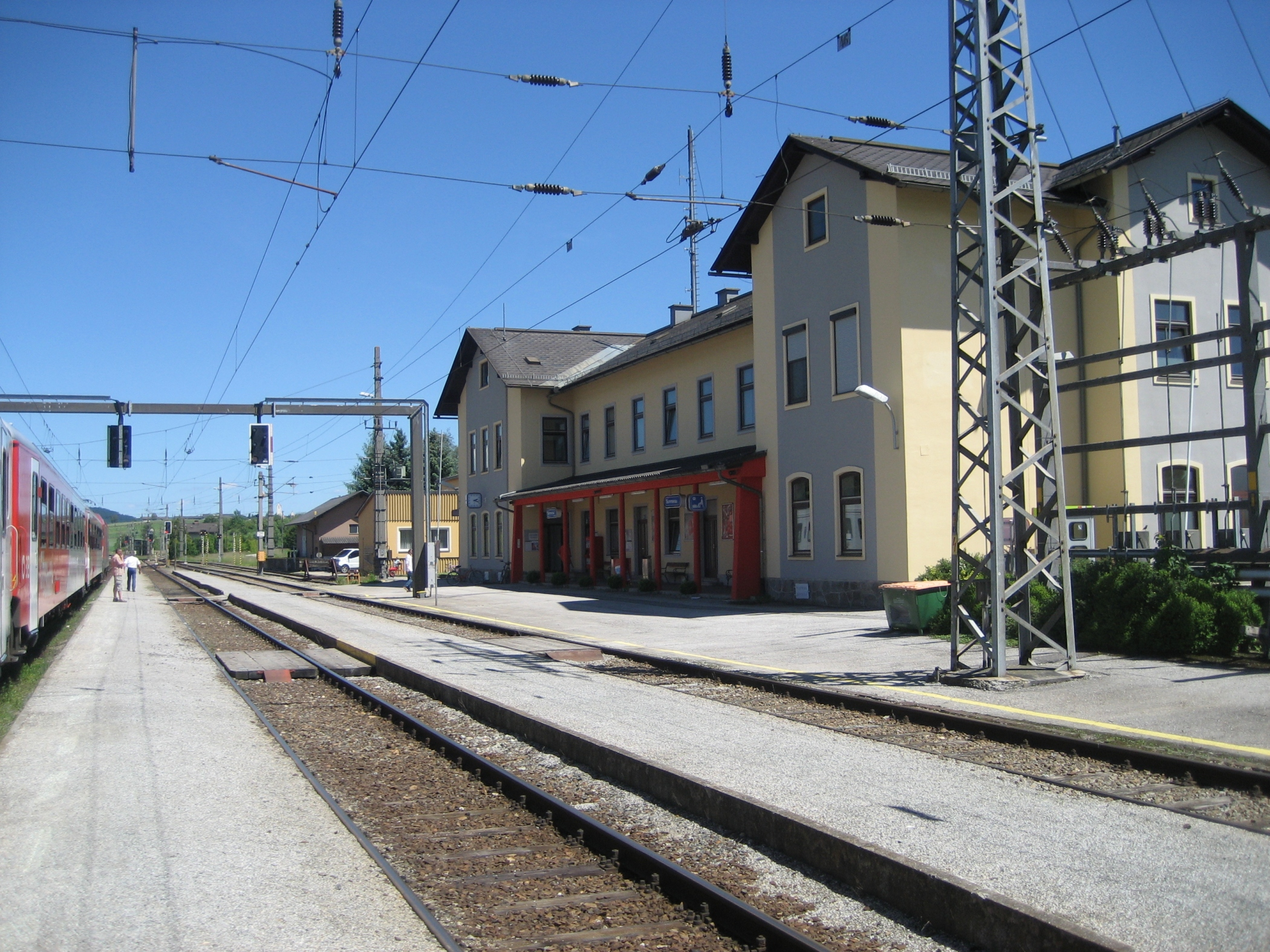
Bahnhof Summerau (2012)

Eine neue Situation entstand erst mit dem politischen Umbruch in der Tschechoslowakei im Jahr 1989. Im Fahrplan 1990/91 fuhren wieder fünf Reisezugpaare über die Staatsgrenze, darunter drei durchgehende Schnellzüge von Prag bzw. Budweis nach Linz.
Die 1993 gegründete Tschechische Republik strebte schon bald eine umfassende Modernisierung ihres Streckenteiles im Rahmen des Projektes IV. Eisenbahnkorridor an. In den Jahren 2000 und 2001 wurde die Strecke zwischen Summerau und Budweis mit einer Fahrleitungsspannung von 25 kV 50 Hz elektrifiziert. Die Systemtrennstelle zum österreichischen Netz mit 15 kV 16,7 Hz befindet sich auf freier Strecke an der Staatsgrenze. Eine umfassende Modernisierung der Strecke („Optimalizace“) erfolgte zwischen 2007 und 2009.
Elektrifizierungsdaten:
- Velešín–České Budějovice: 1. November 2000
- Kaplice–Velešín: 1. Februar 2001
- Summerau–Kaplice: 10. Juni 2001

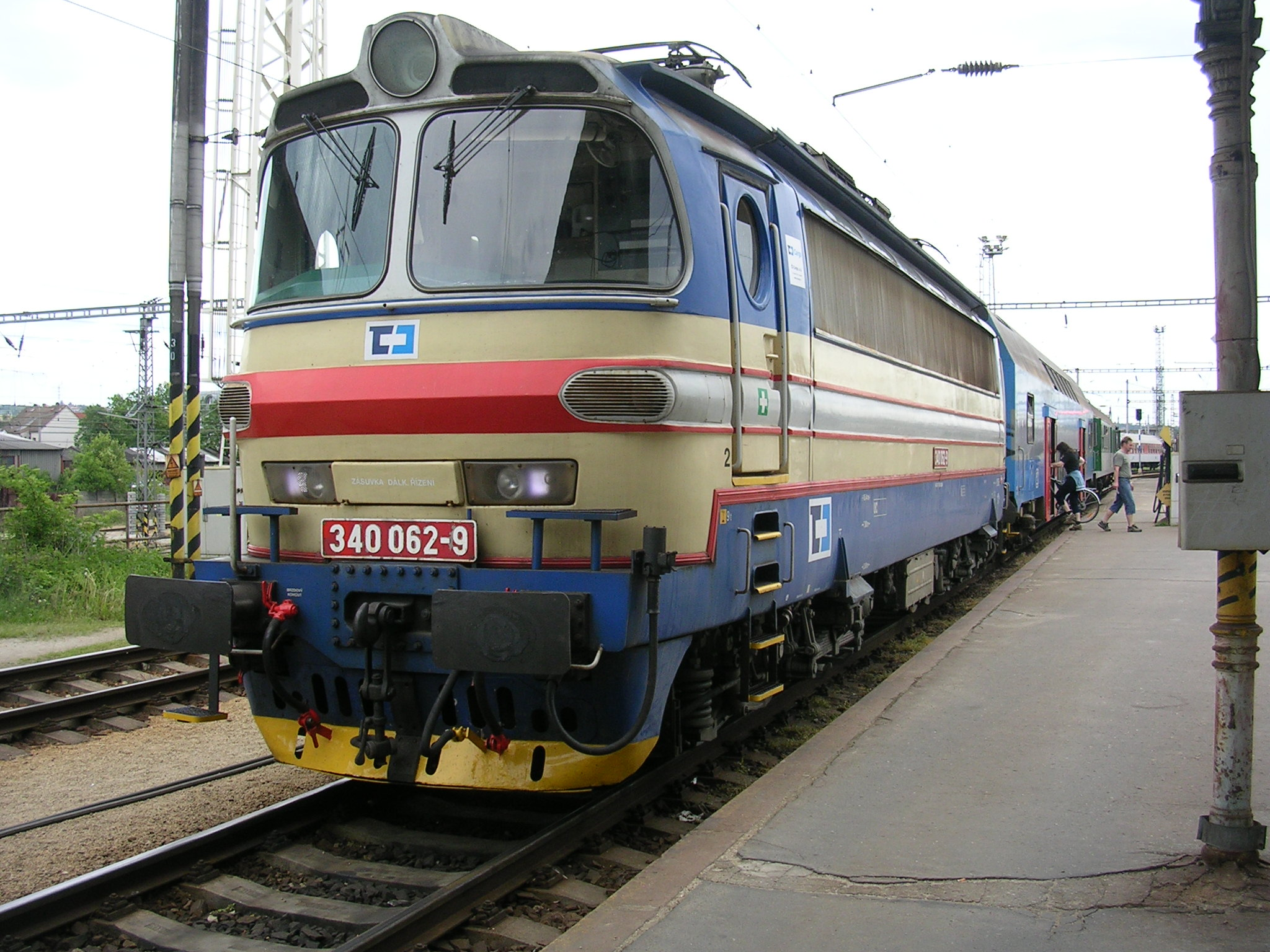
Personenzug nach Summerau am Bahnsteig in Budweis (2009)

Seit Dezember verkehrt die Linie 3 S-Bahn Oberösterreich zwischen Pregarten und Linz Hbf im Stundentakt, unter der Woche zur HVZ sogar im Halbstundentakt. Zwischen Pregarten und Summerau besteht durch die Verlängerung einiger S-Bahnen und den REX-Zügen ein Zwei-Stunden-Takt, welche wochentags am Morgen und Nachmittag in der Lastrichtung zum Stundentakt verdichtet wird. Der Großteil der Züge nach Summerau verkehrt abwechselnd weiter nach Budweis und Prag. So gibt es acht Verbindungen von Linz nach Budweis und vier nach Prag.
Außerdem fährt ab Salzburg über Linz früh am Morgen ein Schnellzug (D 206 Matthias Braun nach dem Bildhauer Matthias Bernhard Braun) nach Prag. Der Schnellzug (D 207 Matthias Braun) kehrt am Abend wieder aus Prag zurück und führt dann einen Schlafwagen-Kurswagen mit, der von Salzburg Hbf. mit dem EN 466 Wiener Walzer bis Zürich HB fährt und somit über die Summerauer Bahn eine Direktverbindung Prag–Zürich bietet. Zwischen Prag und Linz verkehrt außerdem ein weiterer Schnellzug (bis 2009 EuroCity, 2010 ohne Restaurant-Wagen, daher dann nur mehr InterCity, ab Dezember 2010 als Schnellzug). Der aus Prag kommende Zug wurde bis Dezember 2008 von Linz Hbf. über die Pyhrnbahn via Selzthal und Graz Hbf. bis Ljubljana / Laibach geführt. Da die slowenischen Staatsbahnen, Slovenske železnice, kein weiteres Interesse an dieser Verbindung hatten, wurde der Zug von Dezember 2008 bis Ende 2009 von Linz nach Salzburg geführt. Seit Dezember 2009 verkehrt der Zug nur mehr zwischen Linz und Prag.

## Streckenbeschreibung
Die heute aufgelassene und weitgehend verschwundene Trassenführung zwischen Mauthausen und Gaisbach-Wartberg folgte bis Niederzirking dem Machland-Saum und trat dann ins eigentlich Untere Mühlviertel ein.
Bei Pregarten tritt die Bahn von der weiten Tallandschaft der Gusen in das Feldaisttal über, das sie bei der Haltestelle Lasberg-St. Oswald wieder verlässt und kleine Seitentäler quert. Im Tal der Jaunitz ab dem Bahnhof Freistadt aufwärts strebend, wird Summerau in einer Landschaftssenke erreicht. Von Summerau aus geht es dann Richtung Nordwesten weiter kurvenreich in kleinen Gewässerfurchen über die Staatsgrenze nach Tschechien und die Europäische Hauptwasserscheide nach Rybnik an einem Seitenlauf der Moldau. Weiter geht es an der Ostabdachung der Poluška-Berge in die Kaplitzer Furche. Über Kaplitz wird im westlichen Hinterland des Maltsch-Tals schließlich an Velešín vorbei bei Boršov nad Vltavou das Moldautal erreicht und geradlinig durch das Budweiser Becken nach Budweis gelangt. 

## Zukunft der Bahn
Seit dem Fall des Eisernen Vorhangs, 1989, gibt es Pläne, die seitdem immer wichtiger werdende Nord-Süd-Verbindung großzügig auszubauen. Seit 2005 fördert die Europäische Kommission eine Studie zur Errichtung einer leistungsfähigen Schienenverbindung zwischen Linz und Prag, die die Summerauer Bahn einschließt. Die mittelfristige Realisierung scheint gesichert, da der Abschnitt Teil des Prioritätsprojektes Nr. 22 der transeuropäischen Verkehrsnetzwerke ist. Der Ausbau sollte ursprünglich 2011 begonnen werden und bis 2017 abgeschlossen sein.
Da aber die Mühlviertler Schnellstraße (S10) bereits 2015 fertiggestellt sein soll, wurde befürchtet, dass große Gütervolumen auf die Straße abwandern würden. Um das zu verhindern, drängte das Land Oberösterreich und konnte durch eine Vorfinanzierung erreichen, dass die Bahn beschleunigt gebaut wird und bis 2015 fertiggestellt sein soll.
Im Zusammenhang mit der Evaluierung des S10-Ausbaus bis Rainbach im Mühlkreis wurde vonseiten des Verkehrsministeriums im August 2021 eine Untersuchung des Baus einer Hochleistungsstrecke zwischen Linz und Budweis angekündigt, der Bau könnte im Rahmen des Zielnetzes 2040 verwirklicht werden. Dabei soll die Fahrzeit zwischen Linz und Prag von vier auf zweieinhalb Stunden sinken.